# Sarkis Rizzi
Sarkis Rizzi (ou Sarkis el-Rizzi, سركيس الرزي; lat.: Sergius Risius) est un religieux libanais, évêque de l'Église maronite, né dans le village de Bqoufa, près d'Ehden, en 1572, mort à Rome en juin 1638. C'est à son initiative que fut réalisé le premier livre imprimé dans un pays arabe.

## Biographie
Sa famille a donné à l'époque trois patriarches à l'Église maronite : ses oncles Mikhayil (Michel), en fonction de 1467 à 1581, et Sarkis (Serge), de 1581 à 1596, et son frère aîné Youssef (Joseph), du 3 octobre 1596 au 26 mars 1608. Youssef fut supérieur du couvent Saint-Antoine de Qozhaya (dans la vallée de Qadisha) après l'élection comme patriarche de son oncle Sarkis, et ordonné évêque en 1595.
Le jeune Sarkis fit partie en 1584 de la première promotion au Collège maronite de Rome, fondé par le pape Grégoire XIII. C'est à Rome qu'il fut ordonné diacre, puis prêtre, avant de rentrer au Liban à l'été 1596. En septembre-octobre de cette année, il fut actif au second synode de Qannoubine, présidé par le légat pontifical Jérôme Dandini, qui vit l'élection comme patriarche de son frère Youssef. Ensuite il remplaça ce dernier à la tête du couvent Saint-Antoine de Qozhaya. Il fut ordonné évêque par son frère en 1600 (métropolite de Damas), mais continua à habiter le couvent.
En 1606, le patriarche Youssef l'envoya à Rome à la tête d'une délégation pour présenter ses vœux au nouveau pape Paul V. Parti de Tripoli en octobre 1606, le groupe arriva à Rome le 19 avril 1607. Le patriarche Youssef mourut le 26 mars 1608, mais en raison de difficultés occasionnées par les autorités ottomanes dans le nord du Liban l'élection de son successeur (Jean Makhlouf) ne put se faire avant le début de 1609. Le nouveau patriarche dut d'ailleurs se réfugier un temps dans le Chouf. Il y eut des allers-retours entre Rome et le Liban en 1609 et 1610 à propos de cette succession, et on ne sait trop quand l'évêque Sarkis rentra lui-même au pays. Le patriarche Jean Makhlouf mena une politique de réaction contre les quarante ans de domination de la famille Rizzi. Le monastère de Qozhaya lui-même fut bientôt restitué à des évêques que Youssef Rizzi avait excommuniés.
Sarkis Rizzi retourna ensuite définitivement à Rome, à une date incertaine, antérieure à 1621. Il s'y occupa de plusieurs projets éditoriaux : l'édition du bréviaire maronite en 1624, l'imprimatur de la Grammaire syriaque d'Abraham Ecchellensis en 1628, celui du Thesaurus du franciscain orientaliste Tommaso Obizzino (Tommaso da Novaria) en 1636. Il travailla aussi sur le projet de la Bible arabe, qui n'aboutit qu'en 1671.

## Le psautier de Qozhaya
Son nom est particulièrement associé à l'édition en 1610 du psautier de Qozhaya, une édition du Livre des Psaumes en syriaque et garshouni (arabe écrit en alphabet syriaque), qui fut le premier livre imprimé au Liban (et dans toute la région du Levant), et le seul pendant près d'un siècle.
Auparavant, les premiers livres imprimés qui circulèrent au Liban sont le catéchisme en garshouni, et la version arabe de la Professio fidei Tridentina, également en garshouni, que le jésuite Giovanni Battista Eliano y apporta de Rome en 1580. Un livre de prières maronites fut ensuite imprimés à Rome en 1584, et dans les années suivantes plusieurs livres dans différentes villes italiennes.
Le psautier de Qozhaya compte 268 pages (huit sans numéro, puis 260 numérotées en lettres syriaques). Les en-têtes des pages paires portent, en rouge, l'expression syriaque Ktobo d-mazmuré (Livre des Psaumes). Les textes sont les 150 Psaumes canoniques, plus un apocryphe appartenant à la tradition syriaque, quatre cantiques bibliques et un de saint Ephrem (seulement en syriaque). Ces textes sont arrangés sur les pages en deux colonnes, le syriaque à droite, le garshouni à gauche (comme le texte arabe est plus long, les caractères utilisés sont de tailles différentes pour maintenir le parallélisme). Sur la première page figure la signature de l'évêque Sarkis (Sergius Risius Archiepiscopus Damascenus) avec ses armoiries, et les indications suivantes : « Dans l'ermitage honoré de la vallée sainte de Qozhaya au Mont-Liban béni, œuvre du maître Pasquale Eli et du misérable Youssef ibn Amimeh de Karmsaddé, dénommé diacre, en l'an 1610 du Seigneur ». À la troisième page figure l'avertissement au lecteur, écrit en garshouni par Sarkis Rizzi. À la page 258, l'imprimatur de l'évêque d'Ehden, Girgis ibn Amira (en revanche, nulle mention du patriarche Jean Makhlouf). Les deux dernières pages sont occupées par le colophon, rédigé à la première personne par le diacre Youssef ibn Amimeh, qui déclare qu'il est neveu par sa mère de l'initiateur de l'entreprise Sarkis Rizzi, et qui remercie tous les collaborateurs de l'ouvrage. La date exacte d'achèvement est précisée : 10 novembre 1610. 
L'évêque Sarkis a donc fait venir un maître typographe italien, Pasquale Eli, originaire de Camerino, qui a dirigé les opérations. Mais on ignore si l'évêque lui-même était au Liban pendant cette année 1610, ou s'il est resté à Rome et si c'est son neveu seul qui s'est occupé sur place de l'entreprise. On ignore aussi totalement l'origine des caractères (deux fontes de tailles différentes) utilisés pour l'impression : ont-ils été apportés d'Italie ? ou fondus localement ? On ne les reconnaît dans aucune autre édition, ni antérieure, ni postérieure. Quant au papier, le filigrane révèle son origine italienne.
Cette édition fut longtemps très peu connue : Gabriel Sionite, dans la préface de son psautier bilingue syriaque-latin (Paris, 1625), affirme qu'il réalise là la première édition imprimée de ce texte en syriaque ; le patriarche Étienne Douaihy (1630-1704), dans ses nombreux écrits sur la communauté et la culture maronites, ne la mentionne jamais. Cependant, il est certain que cette impression a bien eu lieu en 1610 : sur l'exemplaire conservé à la Bibliothèque publique de Nuremberg, il est indiqué qu'il fut acheté pour deux piastres à l'évêque d'Ehden, en 1611, par l'érudit allemand Tobias Adami. Leone Allacci, dans ses Apes Urbanæ, sive de viris illustribus (Rome, 1633), évoque Sarkis Rizzi et fait état de l'édition. Sinon, le premier bibliographe qui la mentionne est Jacques Lelong dans sa Bibliotheca sacra en 1709.
On ne connaît actuellement qu'un très petit nombre d'exemplaires de cette édition : à la Bibliothèque nationale de France (sous la cote A-495) ; à la Bibliothèque Sainte-Geneviève (sous la cote Fol A58 Inv. 62 Res.) ; à la Bibliothèque publique de Nuremberg (sous la cote Solg. Ms. 21 2) ; à la Herzog August Bibliothek de Wolfenbüttel (sous la cote Bibel-S. 4° 227) ; et au Liban à la Bibliothèque orientale de l'Université Saint-Joseph de Beyrouth (cote USJ-BO 26C2) et à la Bibliothèque centrale de l'Université Saint-Esprit de Kaslik (cote USEK Pat. 291).

## Postérité
On n'a aucune information sur le devenir du matériel d'imprimerie après la réalisation de ce livre. Il y eut une autre tentative d'installer une imprimerie au Mont-Liban en 1627, et visiblement celle qui avait fonctionné au monastère de Qozhaya avait alors disparu. Quand l'Ordre libanais maronite récupéra les bâtiments en 1708, il n'y avait rien de tel à l'intérieur, et un atelier d'imprimerie n'y fut ensuite installé qu'au début du XIXe siècle. Après la réalisation isolée du psautier de Qozhaya, l'imprimerie ne fut réintroduite au Levant qu'au début du XVIIIe siècle, par le patriarche melkite Athanase IV Dabbas : il se procura une presse à Bucarest et l'installa à Alep en 1704 ; quelques volumes de textes bibliques et liturgiques en sortirent entre 1706 et 1711, puis toute activité cessa à nouveau. Ce fut en 1733 que le diacre melkite rallié au catholicisme Abdallah Zakher installa durablement une imprimerie dans le couvent Saint-Jean de Choueir, au Liban.